# 尾頭橋出口
尾頭橋出口（おとうばしでぐち）は、愛知県名古屋市中川区八熊二丁目にある名古屋高速4号東海線の出口である。東海JCT方面のみの出口である。

## 接続する道路
- 江川線（名古屋市道江川線）

## 沿革
- 2011年11月19日：供用開始。なお、六番北入口からの距離が短いため、2010年9月4日の山王JCT - 六番北出入口間の開通時には供用が見送られていた。

## 周辺
- 堀川
- 尾頭橋駅（JR東海道本線）
- ウインズ名古屋

## 隣
名古屋高速4号東海線
山王JCT - (401)山王入口 - (411)尾頭橋出口 - (402/412)六番北出入口